# Ray Kroc
Raymond Albert Kroc (Oak Park, Illinois, 5 de octubre de 1902-San Diego, 14 de enero de 1984) fue un empresario estadounidense. En 1954, se asoció con los hermanos Richard y Maurice McDonald para supervisar la expansión nacional de la hamburguesería McDonald's, y en 1961, terminó haciéndose con el control total de la empresa. Aunque no es el fundador de McDonald's, sí es el responsable de que creciera hasta convertirla en la primera cadena de comida rápida en número de restaurantes a nivel mundial.

## Biografía
Ray Kroc nació el 5 de octubre de 1902 en Oak Park, Illinois (Estados Unidos), en una familia de emigrantes checos de clase trabajadora. Durante la Primera Guerra Mundial falsificó su edad para hacer un curso de conducción de ambulancias en la Cruz Roja, en el que coincidiría con un aún desconocido Walt Disney, pero nunca fue enviado al frente. Sin formación académica más allá del instituto, tuvo que dedicarse a distintos negocios y en los años 1930 se especializó en la venta mayorista de vasos de papel. Posteriormente montó su propia empresa de ventas, Prince Castle Sales, y empezó a comercializar máquinas de batidos para restaurantes. No tuvo éxito empresarial hasta los 52 años, cuando impulsó el franquiciado de McDonald's.
A nivel personal, estuvo casado con Ethel Fleming (1922-1961) y Jane Dobbins (1963-1968), divorciándose de ambas. En 1969 contrajo matrimonio con su tercera esposa Joan Kroc, de la que nunca se separó y a la que donaría toda su fortuna. Ambos residieron en una mansión en Beverly Hills y posteriormente en La Jolla, San Diego.
En el plano político siempre apoyó al Partido Republicano. En 1972 llegó a donar 255.000 dólares a la campaña de reelección de Richard Nixon. El senador Harrison A. Williams denunció que con dicha donación pretendía evitar una propuesta de ley sobre salario mínimo. También destacó por su filantropismo: donó dinero a la investigación de enfermedades, y en 1974 impulsó la creación de la Fundación Infantil Ronald McDonald. Su esposa Joan Kroc legó más de 200 millones de la herencia a la radio pública NPR.
Los últimos años de Ray Kroc estuvieron marcados por un infarto y una rehabilitación por alcoholismo. El empresario falleció en un hospital de San Diego el 14 de enero de 1984 a los 81 años, víctima de una insuficiencia cardíaca, y fue enterrado en el cementerio El Camino de Sorrento Valley. Su fortuna está estimada en más de 500 millones de dólares.
En el 2016 se estrenó la película biográfica The Founder, dirigida por John Lee Hancock y en la que Kroc es interpretado por Michael Keaton. La historia está centrada en las maniobras del empresario para expandir McDonald's y arrebatar el control total del negocio a sus fundadores.

## Etapa en McDonald's

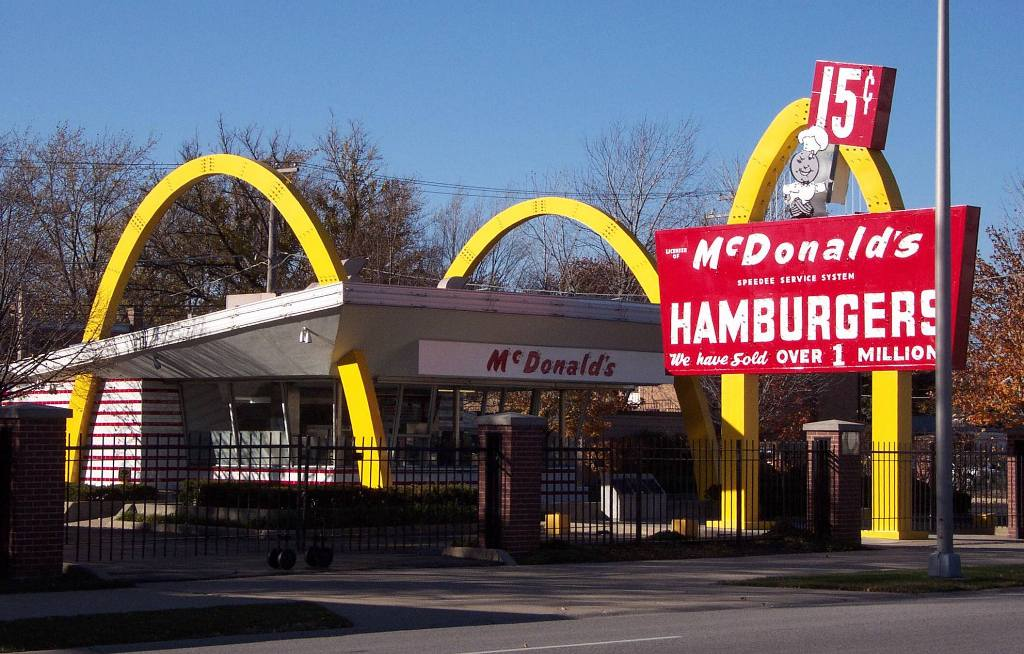
El McDonalds de Des Plaines, abierto en 1955, fue el primero controlado por Kroc. Hoy alberga el museo de la empresa.

En 1954 Ray Kroc conoció a los hermanos Richard y Maurice McDonald, propietarios de una hamburguesería en San Bernardino llamada McDonald's. A diferencia de otros restaurantes de los suburbios, los hermanos McDonald apostaron desde 1948 por un autoservicio con menú limitado de bajo coste, orientado a familias, que se preparaba con rapidez gracias al Speedee Service System: un minucioso sistema inspirado en la producción en cadena.
Kroc llegó a un acuerdo con los hermanos fundadores para la expansión nacional de McDonald's a través de franquicias. Maurice y Richard prefirieron centrarse en su restaurante porque ya habían contado con seis franquicias que no funcionaron, así que le cedieron la gestión en esa materia a cambio de regalías. Para garantizar el crecimiento, Ray establecería políticas comunes en todos los locales: un mismo diseño inspirado en los «arcos dorados», contratos individuales con gente de su confianza, el estricto cumplimiento del sistema de producción y la estandarización del menú.
A finales de los años 1950, McDonald's contaba con más de 30 restaurantes a nivel nacional. Sin embargo, Kroc estaba enfrentado con Maurice y Richard porque el contrato le dejaba un escaso margen de beneficio. Al no poder renegociarlo, se asoció con el consultor Harry J. Sonneborn para cambiar de estrategia: en vez de fiar todo el beneficio a la comida, McDonald's Corporation invertiría en locales que después subarrendaba a los franquiciados, a cambio de porcentajes en los beneficios. La medida inmobiliaria resultó un éxito: con más de 100 restaurantes en 1960, Kroc dejó sin poder a los fundadores para influir en los cambios.
En 1961, Kroc llegó a un acuerdo con los hermanos McDonald para hacerse con el control de McDonald's por 2,7 millones de dólares en metálico y un 0,5% de los beneficios anuales. Esa última parte se selló con un simple apretón de manos por «razones fiscales», por lo que el presidente nunca llegó a pagarles esas regalías. Maurice y Richard mantuvieron el restaurante de San Bernardino bajo el nombre de The Big M, a lo que Kroc respondió con la apertura de un nuevo McDonald's justo enfrente; el local original tuvo que cerrar seis años después.
McDonald's superó el millar de restaurantes en 1968, con presencia en todos los estados de los EE. UU. y planes de expansión internacional. Kroc se mantuvo al frente del negocio hasta 1974, y para entonces la hamburguesería se había convertido en la cadena de comida rápida más importante del mundo.

## Vida personal
La Fundación Kroc apoyó la investigación, el tratamiento y la educación sobre diversas afecciones médicas, como el alcoholismo, la diabetes, la artritis y la esclerosis múltiple. Es conocida sobre todo por la creación de la Casa Ronald McDonald, una organización sin ánimo de lucro que proporciona alojamiento gratuito a los padres cerca de los centros médicos donde sus hijos reciben tratamiento.
En 1973, Kroc recibió el Golden Plate Award de la American Academy of Achievement.
Republicano de toda la vida, Kroc creía firmemente en la autosuficiencia y se oponía firmemente a la asistencia social del gobierno y al New Deal. Kroc donó 255.000 dólares a la campaña de reelección de Richard Nixon en 1972, y fue acusado por algunos, en particular por el senador Harrison Williams, de hacer la donación para influir en Nixon para que vetara un proyecto de ley sobre el salario mínimo que se tramitaba en el Congreso.
Los dos primeros matrimonios de Kroc, con Ethel Fleming (1922-1961) y Jane Dobbins Green (1963-1968), acabaron en divorcio. Kroc y Fleming se conocieron en 1919 y pronto se enamoraron antes de casarse en 1922 y trasladarse a Chicago, Illinois. Tuvieron a su hija Marilyn en 1924. Su tercera esposa, Joan Kroc, fue una filántropa que aumentó significativamente sus contribuciones benéficas tras la muerte de Kroc. Tras su muerte en 2003, los 2.700 millones de dólares que le quedaban de herencia se distribuyeron entre varias organizaciones sin ánimo de lucro, incluida una donación de 1.500 millones de dólares al Ejército de Salvación para construir 26 Centros Kroc, junto con una donación de 200 millones de dólares a la Radio Pública Nacional, ya que creía firmemente en el poder de la radio pública. Además, también hizo donaciones a centros comunitarios de barrios desfavorecidos de todo el país.

## Fallecimiento
En 1980, tras sufrir un derrame cerebral, ingresó en un centro de rehabilitación para alcohólicos. Murió cuatro años después de un fallo cardíaco en un hospital de San Diego, California, el 14 de enero de 1984, a la edad de 81 años, y fue enterrado en el Camino Memorial Park de Sorrento Valley, San Diego.

## Deportes

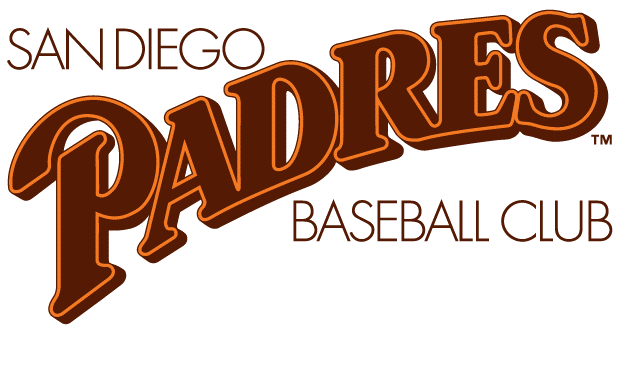
Logo de los San Diego Padres.

En vez de jubilarse tras su salida de McDonald's, Kroc se hizo en 1974 con la propiedad de un equipo de béisbol profesional, los San Diego Padres de las Grandes Ligas de Béisbol (MLB), por 12 millones de dólares. La entidad atravesaba problemas financieros y estaba a punto de ser trasladada a Washington D. C., pero la llegada de Kroc significó la permanencia en California.
Aunque la nueva propiedad significó un aumento de los aficionados al estadio, los resultados deportivos fueron peores de lo esperado. Cansado del mal rendimiento, Ray cedió la gestión del equipo a su yerno Ballard Smith. El equipo se proclamó campeón de la Liga Nacional en la temporada 1984, meses después del fallecimiento de Kroc. La familia del empresario mantuvo la propiedad de la franquicia hasta 1990.